# Municipio de Monroe (condado de Muskingum)
El municipio de Monroe (en inglés: Monroe Township) es un municipio ubicado en el condado de Muskingum en el estado estadounidense de Ohio. En el año 2010 tenía una población de 541 habitantes y una densidad poblacional de 8,38 personas por km².

## Geografía
El municipio de Monroe se encuentra ubicado en las coordenadas 40°7′3″N 81°45′53″O / 40.11750, -81.76472. Según la Oficina del Censo de los Estados Unidos, el municipio tiene una superficie total de 64.56 km², de la cual 64,02 km² corresponden a tierra firme y (0,83 %) 0,54 km² es agua.

## Demografía
Según el censo de 2010, había 541 personas residiendo en el municipio de Monroe. La densidad de población era de 8,38 hab./km². De los 541 habitantes, el municipio de Monroe estaba compuesto por el 97,78 % blancos, el 0,55 % eran afroamericanos, el 0,18 % eran asiáticos y el 1,48 % eran de una mezcla de razas. Del total de la población el 1,29 % eran hispanos o latinos de cualquier raza.